# Rootsriders
Rootsriders is een Nederlands/Caribische muziekgroep, vooral bekend van hun Bob Marley tribute shows. Mo Ali is de leadzanger van de band. Bekende oud-vocalisten zijn o.a. Junior Tecla, Giovanca Ostiana, Shirma Rouse en Mitchell Brunings. 

## Biografie
Deze gelegenheidsformatie ontstond begin 2006 als eerbetoon aan de reggaezanger Bob Marley met toen nog Junior Tecla als leadzanger. Het eerste grote optreden was op 11 mei 2006, toen samen met collega-artiesten (onder anderen Beef, Raymzter, Typhoon) de 25e sterfdatum van Bob Marley werd herdacht in de Melkweg in Amsterdam. 
In februari 2015 toerden Rootsriders met een speciaal eerbetoon ter gelegenheid van Marleys 70e geboortedag door Nederland en waren voorafgaand ter promotie van de tour te zien in De Wereld Draait Door. Binnen 24 uur na dit optreden waren alle live-shows uitverkocht. In het voorjaar van datzelfde jaar toerde de band voor het eerst met hun nieuwe zanger Mo Ali uit Soedan die vanaf 2017 de vaste nieuwe leadzanger werd.
Begin 2022 reikte de band tot in de finale van het SBS6-programma The Tribute: Battle of the Bands, waarin de beste tribute band van Nederland werd gezocht. Hiermee verdiende de band een optreden in een uitverkochte Ziggo Dome.

## Discografie

### Albums
- Songs of Redemption, part 1: The Bob Marley Mixtape (2006)
- So Much More: Songs of Redemption, part 2 (2008)
- Survival35-Live (2014)
- Who the Cap Fit: Songs of the King of Reggae (2021)
- Tribute to the King of Reggae (EP, 2022)